# Logement à La Réunion

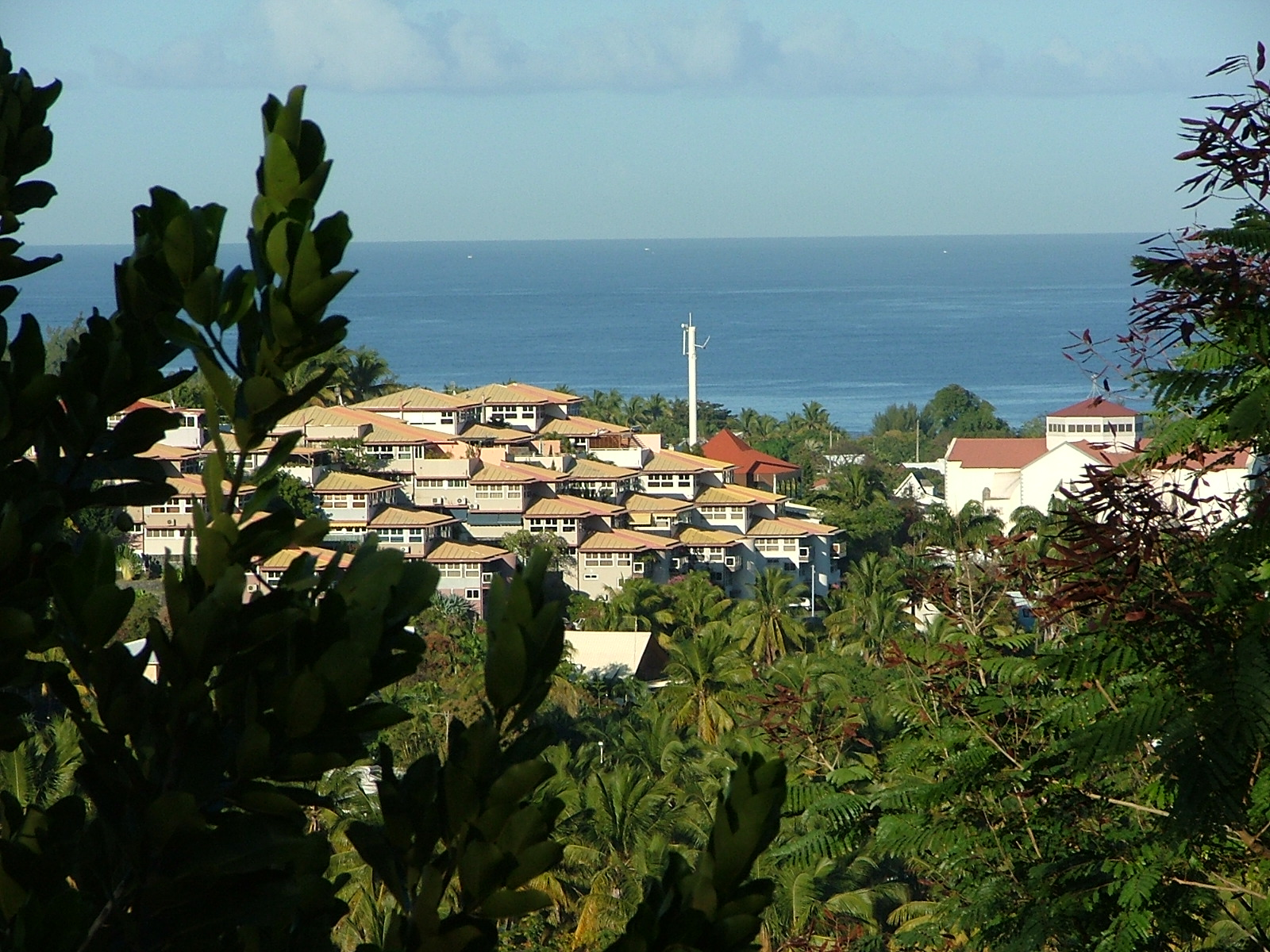
Un lotissement de quelques années à Saint-Gilles, sur la commune de Saint-Paul.

La question du logement se pose avec une acuité particulière à La Réunion, ce département d'outre-mer français du sud-ouest de l'océan Indien étant une île de seulement 2 512 kilomètres carrés, qui plus est montagneuse. Le problème est d'autant plus critique que la démographie réunionnaise reste dynamique, la population totale ayant récemment[Quand ?] dépassé les 800 000 habitants, tandis que les moyens du secteur local du bâtiment demeurent nécessairement limités.
Selon le Tableau économique régional de La Réunion publié par l'Institut national de la statistique et des études économiques en 2007, le nombre total de logements était estimé à 274 000 au milieu de l'année 2004. 55 % des ménages étaient alors propriétaires, contre 57 % en France métropolitaine.